# A+E電視網
A+E電視網（英語：A+E Networks，全稱，曾縮寫為）是一家通過有線電視和衛星電視實現在美國及海外地區聯播的電視網。是藝術（Arts）與娛樂（Entertainment）兩個英文單詞的首字母縮寫。A+E電視網目前由赫斯特国际集团和華特迪士尼公司旗下的迪士尼ABC電視集團聯合運營。

## 電視網歷史
A+E電視網最初是由阿爾法保留劇目電視網和美國娛樂頻道合資組建而成。
截止2009年年底，A+E電視網完成了對人生娛樂電視公司（Lifetime Entertainment Services）的收購。完成收購之後，A+E電視網的新持股比例為赫斯特国际集团與迪士尼ABC電視集團各持股43%，NBC環球集團持股16%。同時三方還達成一項協議，NBC環球集團將在未來15年內將手上的股票分別出售給赫斯特國際集團及迪士尼ABC電視集團。2012年7月，NBC環球集團確認向赫斯特國際集團和迪士尼ABC電視集團出售其手中的A+E電視網股份。赫斯特國際集團和迪士尼ABC電視集團將成為A+E電視網各占股一半的合資夥伴。

## 旗下頻道
A+E電視網旗下頻道包括：
- A+E頻道
- 娛樂生活頻道 (Fyi)
- 罪案偵緝頻道 (Crime & Investigation Network)
- 歷史頻道 (History)
- 歷史第二頻道（英语：H2 (TV network)）
- 歷史西班牙語頻道（英语：History en Español）
- 人生頻道（英语：Lifetime (TV network)）
- 人生電影頻道（英语：Lifetime Movie Network）
- 人生真女性頻道（英语：Lifetime Real Women）
- 軍事歷史頻道（英语：Military History (TV network)）[1]

## 國際播送業務
A+E國際電視網是A+E電視網的國際分部，主要處理美國以外地區的播送業務。A+E國際電視網在海外的播出業務主要是通過合資公司來運營。A+E電視網還是加勒比地區有線電視與電訊聯合會（Caribbean Cable & Telecommunications Association）及加勒比地區有線電視協作體（Caribbean Cable Cooperative）的成員。

### A+E英國電視網
A+E英國電視網是由A+E電視網與英國最大的有線電視運營商英國天空廣播公司旗下的天空創業（Sky Ventures）合資組建而成。以前A+E英國電視網被冠以“英國歷史頻道”（The History Channel UK）或“AETN英國”（AETN UK）的名義播出。A+E英國電視網所經營的業務範圍包括歐洲、中東及非洲。

### A+E亞洲電視網
A+E亞洲電視網成立於2007年4月，由A+E電視網和馬來西亞付費電視運營商Astro集團共同投資組建。A+E亞洲電視網總部位於新加坡，但是在馬來西亞的吉隆坡也有運營部門。A+E亞洲電視網在亞洲地區運營著四個頻道。
2009年，A+E亞洲電視網斥資80萬美元與馬來西亞國家電影發展公司達成合作協議，雙方將共同製作節目在A+E亞洲電視網上播出。它最近被索尼電影娛樂集團聘請為東南亞地區的合作商。

## 家庭娛樂部門
A+E電視網家庭娛樂部門主要是包裝并行銷A+E電視網旗下各頻道（例如：A+E頻道、歷史頻道和人物傳記頻道等）節目內容，同時它還收購一些節目的版權，例如：美國的電視劇、英國喜劇、邪典電視和體育節目等。
A+E電視網家庭娛樂部門目前行銷的內容請參看下列內容。

### 電視劇
- 偵探尼洛沃爾夫（英语：A Nero Wolfe Mystery）
- 布魯克林南（英语：Brooklyn South）
- 勇敢貓和極速鼠（英语：Courageous Cat and Minute Mouse）
- 女醫生奎恩（英语：Dr. Quinn, Medicine Woman）
- 神勇小白鼠
- 艾倫和她的朋友們（英语：Ellen (TV series)）
- 遙遠星際（英语：Farscape）
- 直通天堂
- 情理法的春天（英语：Homicide: Life on the Street）
- 勒戒（英语：Intervention (TV series)）
- 強迫性囤積癥患者（英语：Hoarders）
- 大廳裡的孩子們（英语：The Kids in the Hall）
- 米奇·斯皮蘭版邁克·哈默（英语：Mickey Spillane's Mike Hammer）
- 彼得·岡（英语：Peter Gunn）
- 通靈女神探（英语：Profiler (TV series)）
- 摩登保姆（英语：Weird Science (TV series)）
- 新世界佐羅（英语：Zorro (1990 TV series)）

### 英國電視
- 復仇者 (英國電視劇)（英语：The Avengers (TV series)）
- 本尼·希爾秀
- 超空人
- 雷霆機五號
- 步步驚心 (英國電視劇)（英语：Hammer House of Horror）
- 萬能管家
- 喬伊90
- 巨蟒劇團之飛翔的馬戲團
- 憨豆先生
- 紈絝雙俠（英语：The Persuaders!）
- 六號特殊犯人
- 保護者
- 小犬雷克斯（英语：Rex the Runt）
- 法庭上的魯波爾（英语：Rumpole of the Bailey）
- 薩凡兒與史迪的時間修補之旅（英语：Sapphire & Steel）
- 生死諜戰（英语：Secret Agent）
- 俠探西蒙（英语：The Saint (TV series)）
- 秘密特工 (英國電視劇)
- 太空：1999（英语：Space: 1999）
- 霹靂艇
- 飛天神車
- 地球防衛軍
- 托馬斯與薩拉（英语：Thomas and Sarah）
- 雷鳥神機隊
- 未來青年
- 時間誤差（英语：Timeslip）
- 不明飛行物 (英國電視劇)

## 外部連結
- A+E電視網 官方網站（页面存档备份，存于）（英文）